# Ciclone Donna
Il Ciclone Donna fu un ciclone tropicale più intenso nell'emisfero meridionale nel mese di maggio 2017.
Donna causò due morti nella provincia di Temotu, oltre alla distruzione di campi a causa del vento.

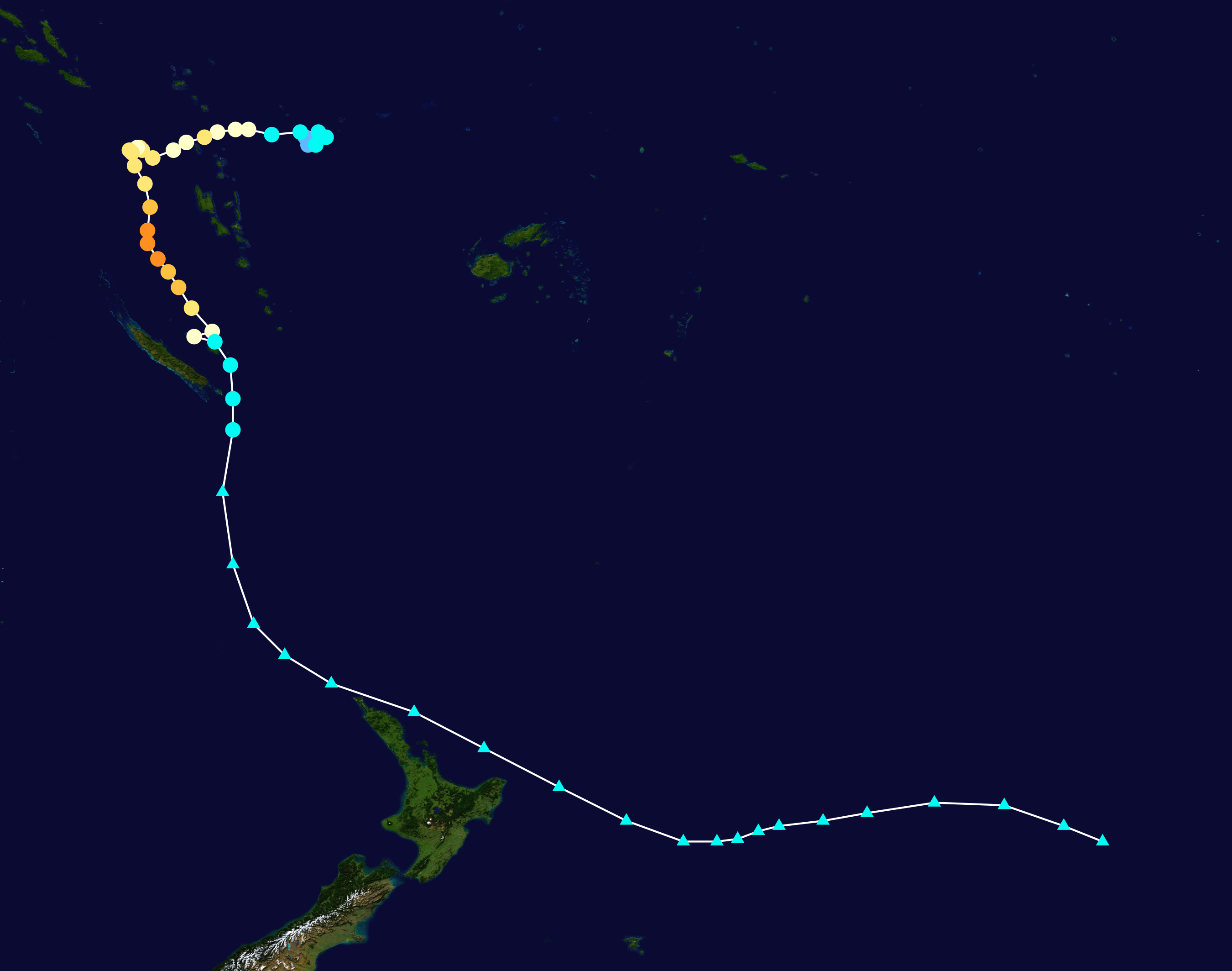
Mappa dell'intensità del ciclone Donna lungo il suo percorso, secondo la scala Saffir-Simpson.